# Trevor Engelson
Trevor Jed Engelson (Great Neck, Nueva York; 23 de octubre de 1976) es un director, productor y cazatalentos estadounidense. Es conocido también por haber sido el primer esposo de Meghan Markle. Su obra producida más notable es la película Recuérdame en 2010.

## Primeros años
Trevor Engelson es hijo de Leslie (terapista) y David J. Engelson (dentista). Es de etnia judía. Estudió periodismo en la Universidad de California del Sur en Los Ángeles.

## Carrera
Después de su etapa en la universidad, Engelson comenzó una carrera como asistente de producción y luego se empleó como cazatalentos antes de fundar su propia compañía de producción, Underground, en 2001. Como productor, se ha desempeñado en varias películas y shows de televisión. Se incluyen Recuérdame, Outpost 37, License to Wed y All About Steve. También produjo la serie Snowfall. En 2018 se anunció que Engelson iba a empezar a trabajar en un nuevo proyecto con FOX sobre un príncipe británico.

## Vida personal
Engelson conoció a Meghan Markle en 2004 y empezaron a salir juntos. La pareja se casó el 10 de septiembre de 2011, en el Jamaica Inn en Ocho Ríos, Jamaica. Se separaron aproximadamente 18 meses más tarde, y les fue interpuesto un divorcio incausado en agosto de 2013, citando diferencias irreconciliables.
Mantuvo una relación con Bethenny Frankel por un corto período de tiempo.
En noviembre de 2017, su exesposa se comprometió con el príncipe Enrique, un nieto de la reina Isabel II. Engelson atrajo debido a esto la atención de la prensa rosa.
El 1 de junio de 2018, Engelson se comprometió con la nutricionista Tracey Kurland, hija del empresario y financiero multimillonario Stanford Kurland (f. 2021), después de haber estado saliendo desde noviembre de 2017. El 6 de octubre de 2018 se casaron por lo civil. Una ceremonia privada tuvo lugar el 11 de mayo de 2019 en California. En abril de 2020 la pareja confirmó que esperaban su primer hijo. En agosto de 2020 nació su primera hija, Ford Grace Engelson. En junio de 2021 anunció que iba a ser padre por segunda vez. En noviembre de 2021 anunciaron el nacimiento de su segunda hija, Sienna Lee Engelson.

## Filmografía
| Año           | Título                                 | Papel                 | Notas                                                 |
| ------------- | -------------------------------------- | --------------------- | ----------------------------------------------------- |
| 2006          | Zoom (película)                        | Productor ejecutivo   |                                                       |
| 2006          | Santa Baby (película)                  | Coproductor ejecutivo |                                                       |
| 2007          | License to Wed                         | Coproductor           |                                                       |
| 2009          | All About Steve                        | Productor ejecutivo   |                                                       |
| 2010          | Recuérdame (película)                  | Productor             |                                                       |
| 2012          | Alerta Amber                           | Productor             |                                                       |
| 2013          | Supernatural                           | Productor ejecutivo   |                                                       |
| 2013–presente | Bastardos                              | Productor             |                                                       |
| 2013–presente | Mal consejo de mi hermano              | Productor             |                                                       |
| 2014          | Outpost 37                             | Productor             |                                                       |
| 2016          | Rise                                   | Productor             |                                                       |
| 2016          | Reencarnación                          | Productor             |                                                       |
| 2017          | Dame futuro                            | Productor ejecutivo   | Documental                                            |
| 2017          | L.A. Burning: The Riots 25 Years Later | Executive producer    |                                                       |
| 2017–presente | Snowfall (serie de televisión)         | Productor ejecutivo   | Productor ejecutivo por 12 episodios                  |
| 2018–presente | Heathers (serie de televisión)         | Productor ejecutivo   | Posproducción; Productor ejecutivo por seis episodios |
| 2018          | Harry y Meghan: Una boda Windsor       | Actor (él mismo)      | Documental                                            |
| 2018          | The After Party                        | Productor             | Posproducción                                         |
| 2018          | Dr. Sensitive                          | Productor             | Anunciada su producción                               |
| 2018          | 13 Minutos                             | Productor             | Anunciada su producción                               |